# Markandeya Purana

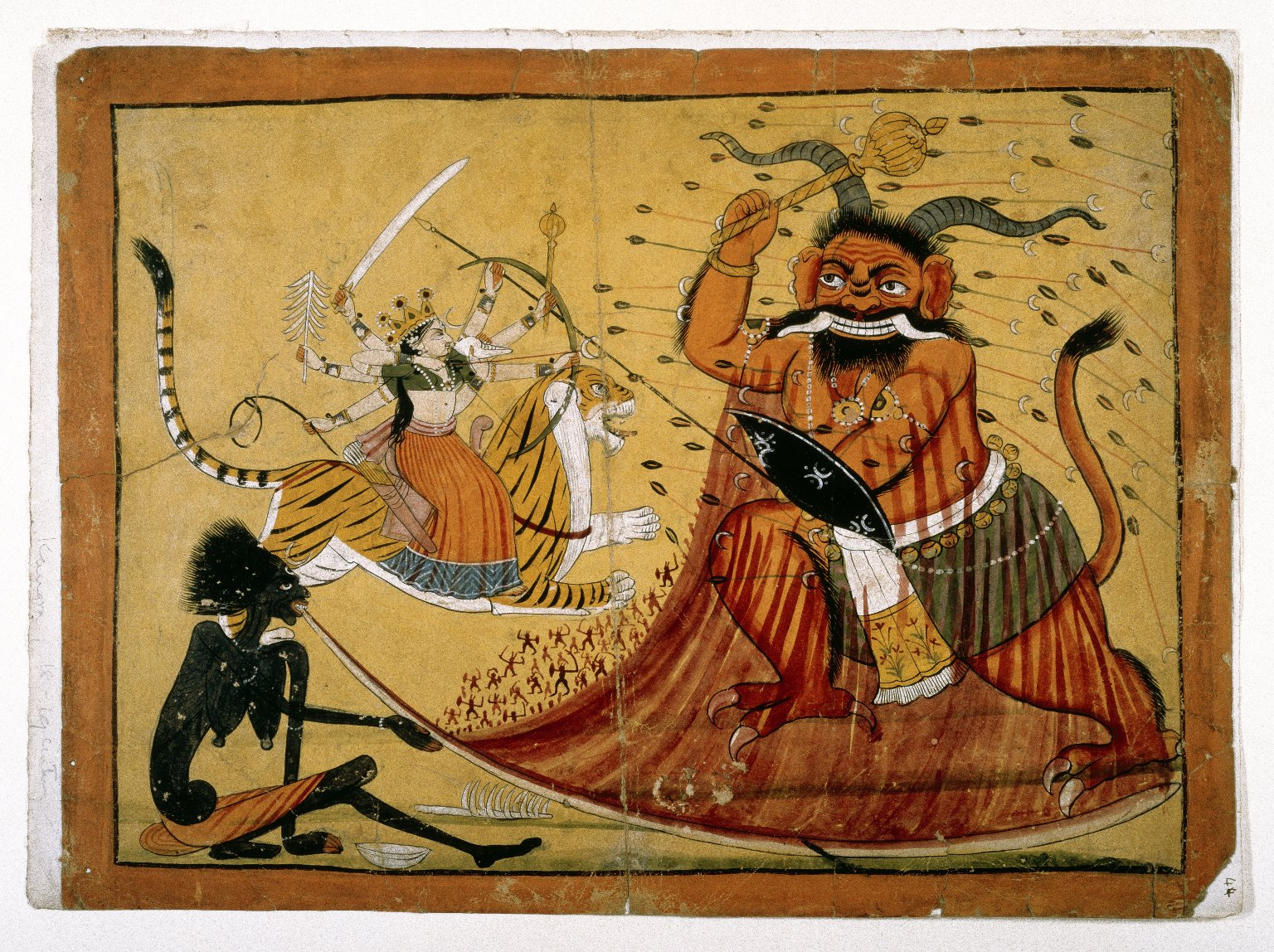
Durga tuant le démon buffle, Raktabij, et Kali buvant le sang du démon ; page d'une série du Markandeya Purana, Chamba, collines du Pendjab, Inde, 1800-1825.

Le Markandeya Purana (en sanskrit : मार्कण्डेय पुराण) est un texte mythologique de l'hindouisme datant environ du IVe siècle. Il est classé dans les dix-huit Puranas : ces recueils qui parlent de dieux et de religions. Le rishi, c'est-à-dire le sage, Markandeya conte les histoires.